# Van Merlen

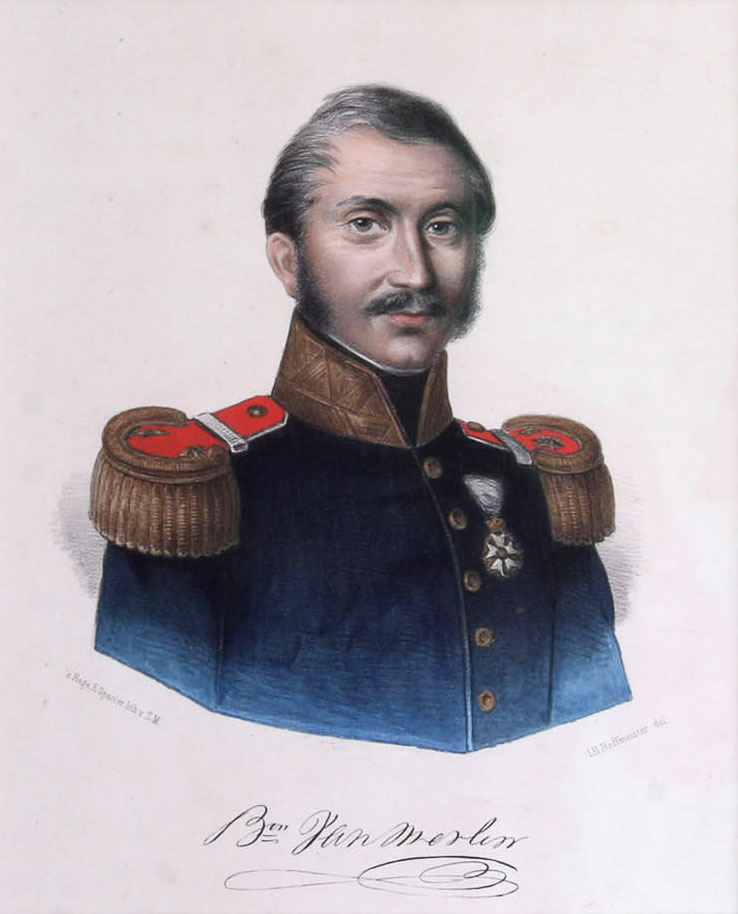
Jean Baptiste van Merlen (1773-1815)

Van Merlen is een geslacht waarvan leden sinds 1836 tot de Nederlandse adel behoren. Het is in 1990 uitgestorven.

## Geschiedenis
De stamreeks begint met Jan Roeloffs de oude die in 1529 te Grave wordt vermeld en voor 10 februari 1533 overleed. Nazaten werden tekenaars, plaatsnijders en/of handelaars in prenten in de 16e en 17e eeuw te Antwerpen. Jean-Baptiste van Merlen (1773-1815) werd generaal-majoor, en door keizer Napoleon in 1814 verheven tot baron de l'Empire. Hij sneuvelde in de slag bij Waterloo. Diens zoon werd ook generaal-majoor en werd bij Koninklijk Besluit van 12 juni 1836 verheven in de Nederlandse adel.
De naam leeft nog voort in de sinds 1951 Belgische adellijke familie Jacobs van Merlen.

## Enkele telgen
Dirck Ott Roeloffs, vanaf 1571 ook: Dirck van Merlen, poorter van Antwerpen in 1568, procureur, overleden in 1603 of 1604; trouwde in 1568 met Christina van Mansdale (†1573) en in 1573 met Margaretha de Grande (overleden na 1609)
- Johan of Hans van Merlen, juwelier te Amsterdam
- Jonas van Maerle, geboren omstreeks 1578, kunstschilder; trouwde in 1603 met Cathelijne van Coninxloo, geboren omstreeks 1579, dochter van de kunstschilder Gilles van Coninxloo
  - Dierick van Maerle Jonaszoon (doop: 1604 te Amsterdam), graveur in Antwerpen
  - Constance van Merlen (1609-1655), illumineerster
- Abraham van Merlen (1579-1659), tekenaar, plaatsnijder en drukker, handelaar in prenten
  - Dirck (of: Theodore) van Merlen (1609-1672), tekenaar en plaatsnijder
    - Constance van Merlen (1650-1706), illumineerster
    - Suzanne Marie van Merlen (1652-1706), illumineerster
    - Cornelis van Merlen (1654-1723), Antwerps plaatsnijder/illustrator/prentkunstenaar
      - Gaspar van Merlen (1692-1745), graveur

    - Dirk (ook: Theodore) van Merlen (1661-1749), plaatsnijder en handelaar in prenten
      - Theodore van Merlen (°1693)
        - Theodore Charles Joseph van Merlen (1725-1805), graveur en prentenhandelaar
        - Jacques Constant Joseph van Merlen (1740-1797)
          - Guillaume Alois Hyacinthe van Merlen (1779-1872), drukker te Antwerpen

      - Edmundus Bernardus van Merlen (1709-1752)
        - Bernardus Josephus Antonius van Merlen (1746-1819), vicepresident van de rechtbank van koophandel te Antwerpen
          - Jean-Baptiste van Merlen (1773-1815), generaal-majoor
            - Jhr. Bernard van Merlen (1800-1890), generaal-majoor
              - Jkvr. Gesina Huberta van Merlen (1829-1917); trouwde in 1857 met Dirk Frederik Karel Hardenberg (1830-1902), generaal-majoor, adjudant van Willem III en van Wilhelmina
              - Jhr. Jean Baptiste van Merlen (1833-1909), ritmeester, lid gemeenteraad van Heemstede, lid provinciale staten van Noord-Holland
                - Jhr. mr. Bernard Cornelis van Merlen (1862-1942), burgemeester van Heiloo
                  - Jkvr. Arnolda van Merlen (1901-1990), laatste telg van het adellijke geslacht; trouwde in 1925 met mr. Willem Ernst baron van Till (1899-1942), bankier, lid gemeenteraad van Bloemendaal, lid van de familie Van Till

              - Jkvr. Marie Anne Catherine van Merlen (1835-1922); trouwde in 1859 met mr. Dirk Visser, heer van Hazerswoude (1830-1890), lid van de Eerste Kamer en van de Tweede Kamer

          - Philippe Pierre Joseph van Merlen (1779-1848)
            - Marie-Anne van Merlen (1812-1891); trouwde in 1833 met Pierre Louis Martin Jacobs (1803-1847), Belgisch politicus
              - Philippe Marie Victor Jacobs (1838-1891), Belgisch politicus
                - Louis Jacobs van Merlen (1882-1963), stamvader van het Belgische adellijke geslacht Jacobs van Merlen

  - Jacques van Merlen (1616-1682), prenthandelaar in Parijs
    - Pierre Jacques van Merlen, kunstschilder, prenthandelaar